# Мельникова (Слободо-Туринський район)
Ме́льникова (рос. Мельникова) — присілок у складі Слободо-Туринського району Свердловської області. Входить до складу Усть-Ніцинського сільського поселення.
Населення — 23 особи (2010, 38 у 2002).
Національний склад населення станом на 2002 рік: росіяни — 68 %.